# Stemma di Mayotte

Lo stemma di Mayotte.

Lo stemma di Mayotte è composto da uno scudo bianco con una nuvola che occupa quasi tutto lo scudo, la nuvola è divisa a metà da una linea orizzontale; la parte superiore è di colore blu e presenta al centro una mezzaluna crescente bianca rivolta verso l'alto; la parte sottostante è di colore rosso e presenta due fiori gialli a sei petali disposti in orizzontale. Lo scudo è affiancato da due cavallucci marini grigi stilizzati rivolti verso lo scudo; sotto il tutto si trova una fascia grigia con il motto RA HACHIRI, che significa "noi siamo vigili" in lingua shimaore, un dialetto comoriano.

## Galleria d'immagini

Bandiera non ufficiale basata sullo stemma (fino al 2013)
Bandiera non ufficiale basata sullo stemma (dal 2013)